# Gran Premi d'Affligem
El Gran Premi d'Affligem és una cursa ciclista d'un sol dia belga que es disputa a Affligem, a la província del Brabant Flamenc.

## Palmarès a partir del 2001
| Any  | Vencedor              | Segon              | Tercer                |
| ---- | --------------------- | ------------------ | --------------------- |
| 2001 | Roy Sentjens          | Rudolf Wentzel     | Mario Raes            |
| 2002 | Peter Schoonjans      | Mario Willems      | Wouter Demeulemeester |
| 2003 | Hans De Meester       | Gordon McCauley    | Danny Van der Massen  |
| 2004 | Wesley Balcaen        | Morten Hegreberg   | Piet Rooijakkers      |
| 2005 | Danny Van der Massen  | Gert Vanderaerden  | Darius Strole         |
| 2006 | Geert Steurs          | Marc Streel        | Tim Meeusen           |
| 2007 | Jean-Marc Bideau      | Alex Coutts        | Kurt Van Goidsenhoven |
| 2008 | Kurt Van Goidsenhoven | Yannick Eijssen    | Daniel Verelst        |
| 2009 | Jérôme Baugnies       | Tom Vermeiren      | Tony Driesen          |
| 2010 | Evert Verbist         | Kenneth Vanbilsen  | Kurt Geysen           |
| 2011 | Timothy Dupont        | Dries Depoorter    | Paavo Paajanen        |
| 2012 | Dimitri Claeys        | Sven Nevens        | Gertjan De Vos        |
| 2013 | Jérôme Baugnies       | Tommy Baeyens      | Jori Van Steenberghen |
| 2014 | Matthias Allegaert    | Michael Vingerling | Rutger Roelandts      |
| 2015 | Matthias Allegaert    | Kevin Callebaut    | Michael Vingerling    |
| 2016 | Rémy Mertz            | Ward Jaspers       | Glenn Rotty           |
| 2017 | Niels De Rooze        | Jelle Mannaerts    | Davy Commeyne         |